# Evolution

Livets träd i grova drag.

Evolution i biologisk mening är den process varigenom levande organismers egenskaper förändras från en form till en annan mellan successiva generationer. Den innebär att ärftliga egenskaper i en population förändras från generation till generation genom olika processer. Evolution är ursprunget till den stora variation som finns i den biologiska världen: de nu förekommande arterna är alla besläktade genom ett gemensamt ursprung, och med tiden utvecklas nya arter från de existerande genom artbildning, en produkt av små successiva förändringar över stora tidsrymder.
De ärftliga egenskaperna finns i generna. I dessa uppstår då och då slumpvisa förändringar, så kallade mutationer, som oftast är mycket små. De varianter av motsvarande gener som uppstår på detta sätt kallas alleler. Evolutionen inträffar när alleler blir mer vanliga eller mindre vanliga.
Med evolutionsteorin menas den vetenskapliga modell som beskriver hur allt liv på jorden har utvecklats från en gemensam urform. Ibland används orden evolution eller utvecklingslära som synonym till evolutionsteorin. Evolutionsteorin är en "vetenskaplig sanning" vilket evolutionsbiologen Stephen Gould förklarar som "[en vetenskaplig sanning är] ett påstående för vilket det finns så mycket evidens (bevis) att det skulle vara perverst att förneka det."
Den moderna evolutionsteorins historia började 1858 med att Charles Darwin och Alfred Russel Wallace publicerade en artikel där de införde begreppet det naturliga urvalet. Darwins bok Om arternas uppkomst introducerade en mer fullödig teori för en större publik. På 1930-talet kombinerades Darwins teori med Gregor Mendels genetik vilket gav grunden för den moderna evolutionära syntesen (också kallad neo-darwinism) där evolution och genetik förenades till grundvalen för den moderna evolutionsbiologin.
Evolutionsteorin är en av våra mest allomfattande vetenskapliga teorier, och tillämpningar av teorin används inom många områden i samhället. Evolutionsteorin är en övergripande huvudteori som kastar ljus över alla biologiska delvetenskaper, till exempel genetik, biokemi, fysiologi, beteendevetenskap, etc. Teorin stöds i gengäld av alla dessa delvetenskaper. Det finns också en enorm mängd olika vetenskapsgrenar som såväl tillsammans som var och en för sig bekräftar att en evolution ägt rum och äger rum.

## Arvsmekanismer
Arvsmekanismerna i levande organismer verkar på enskilda och särskiljbara egenskaper.
Ögonfärgen hos människor är en egenskap som barn ärver från sina föräldrar. De nedärvda egenskaperna kontrolleras av gener och den fullständiga uppsättningen av gener i en organisms genom kallas genotyp. Den fullständiga uppsättningen observerbara egenskaper kallas fenotyp. Hit räknas bland annat organismens uppbyggnad och i förekommande fall dess beteende. Dessa egenskaper uppstår genom en samverkan mellan genotypen och omgivningens påverkan. Fenotypen är alltså långt ifrån helt bestämd av genotypen.
När människans hud exponeras för solstrålning blir den normalt mörkare. Graden av solbrändhet är uppenbarligen en följd av hur mycket solstrålning huden varit med om. Men det är också så att olika personer blir olika mörka efter att ha varit i precis samma strålning. Även detta kan vara en miljöeffekt. Det kan till exempel bero på att de ätit olika mat. Men en stor del av skillnaderna beror på genetiska skillnader. Ett extremt exempel är att albinoer inte alls blir bruna, hur mycket de än solar. 
Det är också välkänt att typiska nordbor har ganska olika hudtyp inbördes och behöver vara olika försiktiga med solbad.
De ärftliga egenskaperna överförs mellan generationerna genom DNA, den molekyl som bär den genetiska informationen. DNA är en polymer som är sammansatt av fyra olika delmolekyler, nukleotider. Den genetiska informationen ligger i den ordningsföljd som nukleotiderna har satts samman i. Relationen mellan ordningsföljd och information i DNA liknar relationen mellan ordningsföljden mellan bokstäverna och informationen i en text, liksom ordningsföljden mellan bitar i ett datorprogram. Vissa avsnitt längs den långa DNA-molekylen specificerar funktionella enheter i organismen. Ett sådant avsnitt kallas en gen. Olika gener har olika nukleotidsekvenser. I cellen bildar DNA tillsammans med vissa proteiner en sammanpackad struktur som kallas kromosom och som är tillräckligt stor för att synas även i ganska enkla mikroskop. Varje gen har sin speciella plats i kromosomen, genens locus. Olika personer har ofta små skillnader mellan nukleotidsekvenserna i ett visst locus. Även om det är i princip samma gen, kan denna gen ge aningen skilda egenskaper även i fenotypen för olika individer. De olika varianterna hos olika individer, men för samma locus, kallas alleler.
Nukleotidsekvensen i DNA förändras slumpmässigt då och då. En sådan förändring kallas mutation. På detta sätt skapas nya alleler. En del mutationer får synbar effekt på organismens yttre och påverkar därmed alltså fenotypen. Andra mutationer ger ingen yttre skillnad alls. Förhållandet mellan genotyp och fenotyp är oftast komplicerat genom att sådant som vi uppfattar som en egenskap påverkas av flera gener och genom att en genförändring kan påverka flera yttre egenskaper.
Alla gener är inte aktiva hela tiden, och en viss gen kan koda för flera proteiner. Mekanismerna som styr detta (epigenetiken) kan påverkas utan att själva DNA-koden förändras, i en del fall så att förändringen är ärftlig.

## Evolutionens drivkrafter

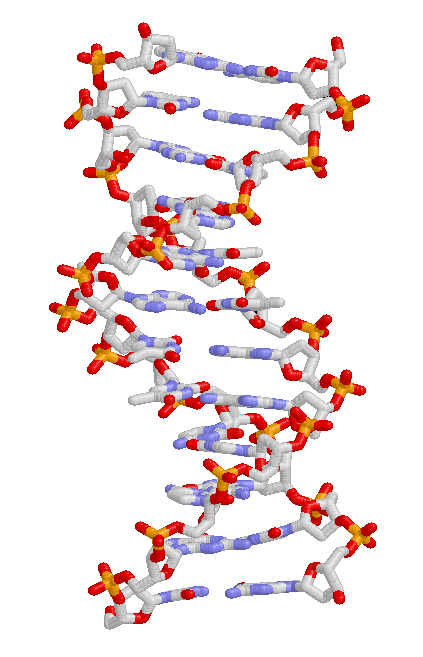
En bild av en DNA-spiral, så som den oftast brukar avbildas

Evolutionen sker genom processer som ökar respektive minskar variationen (mångfalden) i en genpool. Processer som ökar variationen är mutationer, rekombination och utbyte av gener mellan populationer och arter (till exempel genom retrovirus). Processer som minskar variationen är naturligt urval och genetisk drift. På grund av att nya gener tillförs populationen och gamla gener sorteras bort är genpoolen stadd i ständig förändring.
När miljön är någorlunda konstant är förändringarna vanligtvis måttliga, då arten är välanpassad och få ändringar förbättringar som överlever det naturliga urvalet. När miljön ändras kan däremot betydande förändringar ske på mindre än 100 000 år.
En del egenskaper blir mer vanliga i populationen medan andra blir mindre vanliga och till och med försvinner. Bland processer som ändrar egenskaper eller dess vanlighet finns mutationer, genduplikation, genetisk drift, genflöde, och det naturliga urvalet.

Genduplikation

### Mutationer och genduplikation
Huvudartiklar: mutation och genduplikation
Mutationer är bestående förändringar av arvsmassan. Sker mutationen i en könscell kan den nedärvas till avkomman, annars nedärvs den bland celler inom individen. I evolutionssammanhang är det nästan uteslutande mutationer i DNA som man diskuterar, utom då det gäller RNA i virus som saknar DNA.
Mutationerna åstadkommer variation och är den enda källan till helt nya varianter. Mutationerna är vanligtvis neutrala (de påverkar inte organismens överlevnadsförmåga), ofta till nackdel och mera sällsynt till fördel.
En typ av mutation som är en viktig drivkraft för evolutionen är genduplikation. Dupliceringen av en bit genetiskt material (det vill säga DNA) åstadkommer oftast ingen förändring i sig självt, men tillhandahåller bitar av tämligen funktionella gener som i sig inte behövs. De kan omformas till nya gener med olika funktioner utan att ersätta de gamla.
Stora mutationer kan uppkomma genom att en gen överförs från en art till en annan via retrovirus. Den nya genen kan sedan överföras till avkomman. Bakterier kan också utbyta gener genom överföring av plasmider. Även vissa växter kan ta upp plasmider från bakterier av arten Agrobacterium och överföra till avkomman. Detta kallas horisontell genöverföring.

### Naturligt urval
Det naturliga urvalet verkar på den variation som finns i populationen. Föräldrarna får fler individer som avkomma än som kan överleva till mogen ålder och i sin tur reproducera sig. Individer har olika sannolikhet att överleva beroende på vilka ärftliga egenskaper de har. Antalet avkomma och överlevnadsförmåga hos avkomman bestämmer tillsammans hur stor nästa generation blir. Det är detta som ibland kallas "survival of the fittest" (de anpassades överlevnad).
Det är också viktigt i sammanhanget att evolutionen verkar genom urvalssannolikheter på hela populationer. Tillfälligheter gör att även många individer med gener som i genomsnitt ger god framgång, dör utan att reproducera sig.
Det naturliga urvalet kan delas in i "Ekologiskt urval" som handlar om hur väl organismen klarar att överleva i sin miljö och "Sexuellt urval" som handlar om förmågan att befrukta andra individer. Vilka egenskaper som är optimala ändrar sig över tiden. Det gör att förmågan att förändras från generation till generation också är en egenskap som favoriseras av det naturliga urvalet.
Det naturliga urvalet liknar på många sätt det artificiella urval som människor gör till exempel på husdjur och odlade växter. Men i det naturliga urvalet finns det ingen person som väljer.

### Genetisk drift
Genetisk drift är de förändringar i genfrekvens som är helt slumpmässiga och alltså inte alls beror på selektionstryck. Effekterna av genetisk drift blir särskilt stora i små populationer. Dessa fluktuationer i genfrekvens mellan generationerna leder ibland till att genvarianter helt försvinner. Två åtskilda populationer som från början har lika många av varje genvariant kan därför driva åt olika håll och få olika genuppsättningar, så att genvarianter som finns i den ena populationen saknas i den andra.

### Genflöde
Genflöde är när gener överförs från en population till en annan population inom samma art, och är den enda processen som gör populationerna genetiskt mer lika varandra. Genflöde gör också att genpoolerna blir större. Genflöde uppstår när individer migrerar. Migrationen kan ske med fullvuxna individer eller med mindre spridningsenheter, till exempel pollen. Genflödets intensitet beror bland annat på hur svårforcerade de geografiska barriärerna är.

## Viktiga begrepp och fenomen

### Mikroevolution och makroevolution
Mikroevolution innebär småskaliga förändringar i allelfrekvenser. Dessa förändringar kan bero på flera processer: mutationer, genflöden, genetisk drift eller naturligt urval. Populationsgenetik är den gren av biologin som erbjuder en matematisk struktur för att studera mikroevolutionen. Mikroevolution observeras ofta i laboratorieexperiment såväl som i naturen i nutid.
Storskaliga förändringar kallas makroevolution. Denna term hänvisar till förändringar som resulterar i väsentligt annorlunda organismer och brukar användas för händelser som leder till artbildning, utvecklingen av en ny art eller högre taxa. Biologer gör i regel inte någon absolut skillnad mellan makro- och mikroevolution av flera skäl, inklusive det faktum att det inte finns någon allmängiltig definition av vad som är en "makroevolutionär" förändring. Makroevolution observeras främst genom tolkning av fossila fynd av mellanformer.
Förhållandet mellan mikroevolution och makroevolution kan summeras så här: makroevolution är resultatet av flera omgångar mikroevolution, vilket över tiden resulterar i två populationer av organismer som är så olika att det kan sägas att artbildning har skett. I regel kräver makroevolution många generationer. Makroevolution kan dock i vissa fall ske snabbt. Redan T. H. Huxley kritiserade Darwin för att han alltför oreserverat anslöt sig till inställningen att naturen inte gör språng (Natura non facit saltum). Genom genetikens framsteg har man upptäckt att små genetiska förändringar till exempel i en promotorgen eller i gener som styr embryonalutvecklingen kan få stora konsekvenser för individen. Försök med bananflugor visar till exempel att man kan få fram flugor med flera vingpar än föräldragenerationen. Artbildning kan också ske snabbt genom hybridisering.
Inom evolutionsläran omfattar makroevolution Darwins hypotes om universellt gemensamt ursprung, vilken innebär att alla idag kända levande såväl som utdöda organismer på jorden, inklusive människan, antas tillhöra samma fylogenetiska träd, det vill säga är besläktade och har utvecklats från en gemensam förfader. Gemensamt ursprung och makroevolution enbart baserat på naturligt urval är kontroversiellt bland annat bland förespråkare för intelligent design och annan kreationism, medan mikroevolution inte ifrågasättes.

### Korsningsbarriärer
Korsningsbarriärer skiljer populationer från varandra, och bidrar därmed till den differentierande effekten av mutationer och naturligt urval. Dessa barriärer delas in i pre- och postzygoteriska beroende på om de verkar innan eller efter befruktning. Det kan vara fysiska barriärer, som vatten mellan öar eller bergskedjor mellan dalar (prezygotisk). Det kan även vara beteendemässiga barriärer (prezygotisk). Som exempel finns det närbesläktade andfåglar som skulle få fertil avkomma om de parade sig, men som inte gör det för att de inte attraheras av den andra artens parningsbeteende. Fysiologiska olikheter kan också skapa barriärer, till exempel oförmåga av zygot att förenas (prezygotisk) samt selektionstryck mot hybrider eller intermediära karaktärer (postzygotisk).

### Hybridisering
Hybridisering är detsamma som bildande av avkomma från föräldrar som tillhör olika arter. Det främsta kriteriet för det biologiska artbegreppet är att en art måste vara reproduktivt skild från andra arter. Det vill säga att det endast får förekomma ett minimum av hybridiseringar mellan de båda arterna. Avkomman bildar en ny art om den ej kan föröka sig med föräldraarterna. Sådan artbildning kan ske till exempel då hybridisering blir vanligare lokalt på grund av speciella omständigheter. Arter som normalt föredrar olika omgivning kan tvingas samman genom att någondera eller bådas naturliga omgivning förändras, varvid den fysiska korsningsbarriären tillfälligt försvinner.

### Uppkomst av nya organ
Nya organ bildas genom förändringar av befintliga strukturer. Detta förklaras på två sätt: genom intensifiering av funktion eller genom byte av funktion.
Uppkomsten av till exempel ögon förklaras genom intensifiering; om en ljuskänslig fläck uppstår kan den ge fördel i selektionen, och detta gäller också efterföljande mindre ändringar som gör organet mer och mer likt ett öga. Det kan röra sig om förtjockning av fläcken eller muskler som kan röra den. Alla sådana mellanstadier från ljuskänslig fläck till fullt fungerande öga har observerats i existerande organismer. Ögon har utvecklats i olika organismer oberoende av varandra minst 40 gånger under evolutionens lopp. Ingen av dessa utvecklingsmässigt åtskilda ögontyper anses dock ha ett direkt släktskap med någon av de övriga, av det enkla skälet att skillnaden funktionellt och strukturellt är alltför stor dem emellan, vilket alltså ger ett starkt stöd för evolutionsteorin. En sammanhängande fossil ögonserie av likartade strukturer med växande komplexitet saknas eftersom ögon sällan efterlämnar fossil.
Exempel på organ som utvecklats genom byte av funktion är fågel- och fladdermusvingar som utvecklats från framben, vilket stöds såväl av fossila fynd som av embryologin.

### Avbruten jämvikt
Ibland sker artbildning mycket snabbt (vilket i evolutionssammanhang oftast ändå innebär flera tusen år). Detta var länge ett problem för evolutionsteorin men kan förklaras av teorin om avbruten jämvikt (eng. "punctuated equilibrium") som utvecklats av Stephen Jay Gould och Niles Eldredge. Den innebär att arterna normalt befinner sig i ett slags jämvikt med omgivningen och då förändras i långsam takt. Om däremot levnadsförhållandena förändras för en art, eller en delpopulation av den, till exempel på grund av en naturkatastrof, så kommer den nya miljön att utöva ett förändrat och hårdare selektionstryck och därmed ge upphov till en snabbare evolution eller evolution i ny riktning. Speciellt kan detta inträffa om en liten population avskiljs från en större population så att förändringarna får genomslag snabbare där. Om den förändrade populationen blir effektivare än den ursprungliga arten kan detta leda till att den breder ut sig och så småningom tar över även i den gamla miljön. Även ett minskat selektionstryck, till exempel genom att en naturlig fiende försvinner eller minskar i betydelse kan göra att balansen rubbas och ge upphov till förändringar i nya riktningar. Teorin innebär att det är en hårdare eller till sin riktning förändrad selektion som ger upphov till den högre förändringstakten, och alltså inte en ökad mutationsfrekvens.

## Evolutionsteorins historia

### Evolutionsteori före Darwin
Tanken att arterna hade utvecklats ur varandra fanns före Darwin, men däremot var man osäker på mekanismerna. Redan den grekiske filosofen Anaximander spekulerade om en gradvis utveckling av djurarter. Från 1600-talet och framåt gjordes flera geologiska upptäckter som innebar ett ifrågasättande av teorin om syndafloden och den bibliska kronologin med en värld som var några tusen år gammal. Förekomsten av olika fossil i olika lager väckte igen tanken på en gradvis utveckling av arterna över tiden. Det fanns flera teorier om hur livet hade utvecklats, men ingen som fick något riktigt genomslag. Bland annat hade Charles Darwins farfar, Erasmus Darwin skrivit verk om att arterna utvecklades genom en inneboende kraft. Teorier om denna kraft skulle få stor betydelse i romantiken, bland annat genom rasbiologin. Se även preformationsteorin.

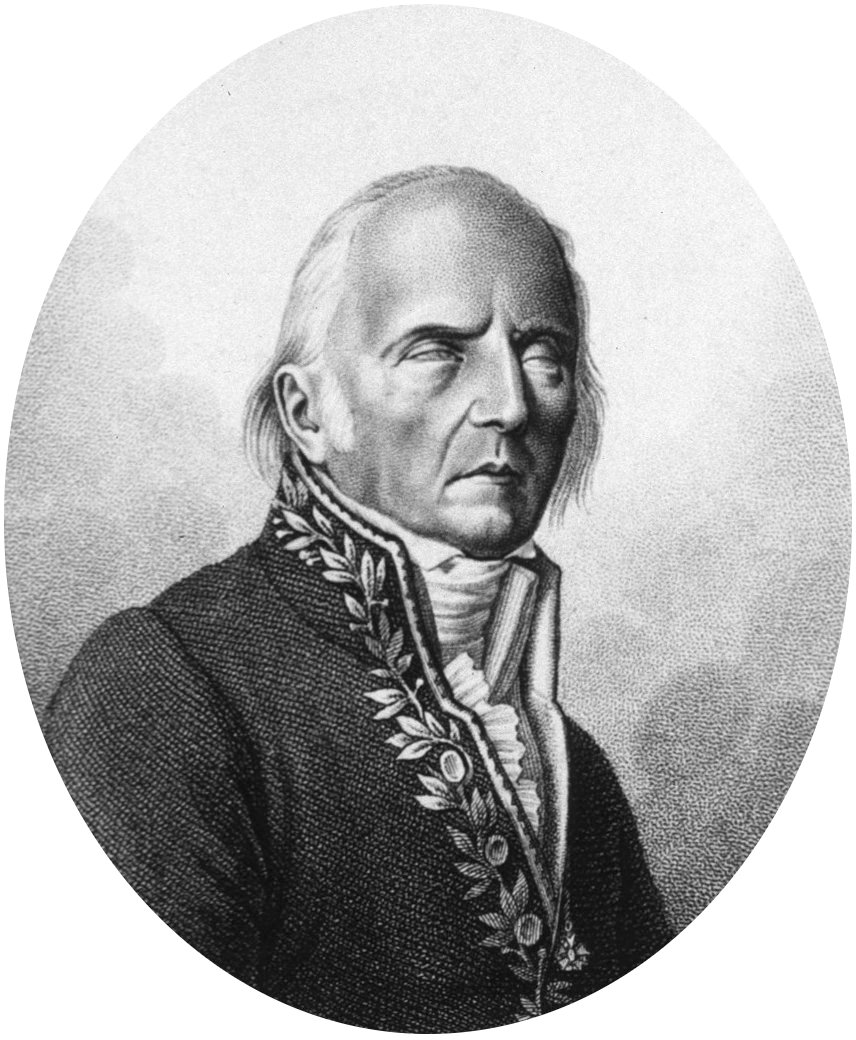
Jean-Baptiste de Lamarck.

Före Darwin gjorde Jean-Baptiste de Lamarck det mest betydelsefulla och genomarbetade försöket att vetenskapligt påvisa och förklara evolutionen. Lamarck hade sett att museerna fått allt större samlingar bl.a. av fossiler. Enligt tidigare föreställningar var fossilerna något som Gud skapat, men Lamarck insåg att de tydde på att livet genomgått en utveckling. I sin Philosophie zoologique utgiven 1809 bryter han inte bara med den gamla uppfattningen om arten, vilken han förklarar för en abstraktion, och förnekar artens oföränderlighet, utan han anger också bestämda naturliga orsaker till djurrikets gradvisa utveckling. Enligt Lamarck är det endast människolivets korthet som hindrar oss från att iaktta de förändringar som arterna genomgår. Orsakerna till dessa ombildningar söker Lamarck dels i de förändrade levnadsvillkoren som framkallas av de förändringar jorden genomgår under sin utveckling, dels i de olika yttre förhållanden (olika klimat, näring etc.), i vilka djuren lever. Av dessa orsaker kommer djuren att använda sina organ olika. De organ som används mycket får en starkare utveckling, medan andra, som på grund av förändrade levnadsförhållanden, tas i anspråk mindre eller inte alls, småningom försvagas och blir förkrympta. Så skulle till exempel giraffen ha fått sin långa hals genom behovet att sträcka sig efter bladen på höga träds toppar och vadarnas långa ben skulle med tiden ha utbildats genom att dessa fåglar ständigt sträckte ut benen vid vadandet i djupt vatten och så vidare. Enligt samma princip men i motsatt riktning skulle mullvadens ögon ha blivit rudimentära p.g.a. att detta djur lever i mörker, där synorgan inte är till något gagn. Han trodde alltså att förvärvade egenskaper kunde gå i arv.

### Charles Darwin

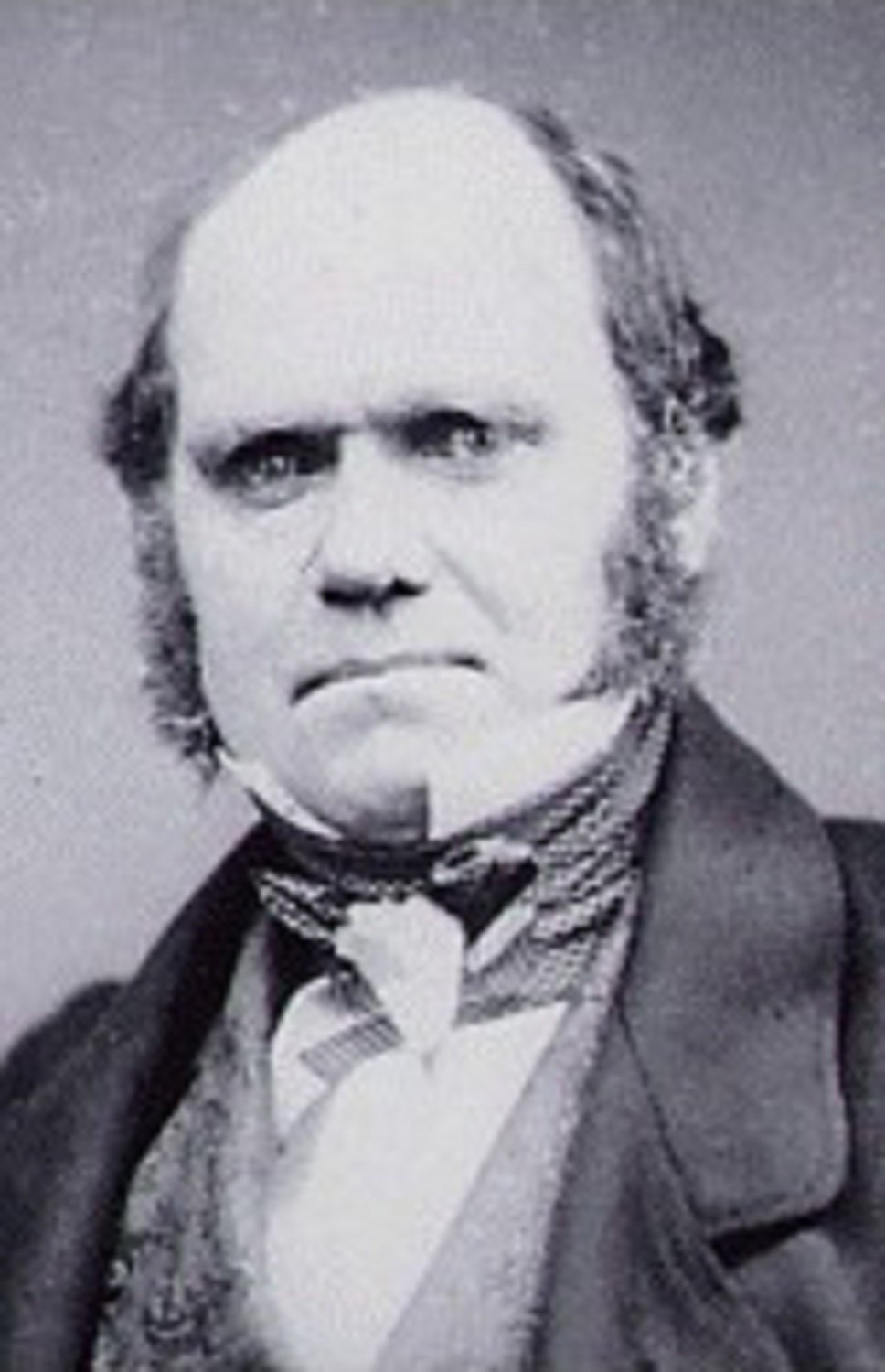
Charles Darwin år 1854, fem år innan han publicerade Om arternas uppkomst.

Dagens evolutionsteori utgår från Charles Darwins teori om det naturliga urvalet. Darwin berättar i sin självbiografi att han under resan med skeppet HMS Beagle förstod att livet anpassade sig till olika miljöer. När han en dag läste Thomas Robert Malthus teorier om befolkningsfrågan insåg han att livet utvecklas genom att de bäst anpassade individerna överlever och för vidare arvsanlag till nästa generation. Detta är vad som kallas naturligt urval. Teorin var även inspirerad av Darwins vän Charles Lyells böcker om geologi, som visade hur jorden formats under miljontals år.
Det tog nästan 20 år efter Darwins återkomst till England innan han publicerade sitt verk, 1859. Bland annat ägnade han stor tid åt att studera maskarnas bidrag i bildningen av mull, och studier av diverse insekter. Det har spekulerats i att Darwin förstod att hans teori skulle väcka uppmärksamhet och därför underlät att publicera den. Darwin var en mycket tillbakadragen man som ogillade uppståndelse kring sin egen person. När så Alfred Russel Wallace skickade en artikel med en nästan identisk teori som han ville att Darwin skulle hjälpa honom att publicera, publicerade Darwin, uppmanad av Lyell sin egen teori vid sidan av Wallaces. Intressant är att Lyell på den tiden ännu inte blivit övertygad om riktigheten i Darwins teori. Darwin skrev så vad han själv kallade "en sammanfattning" av sin teori, boken On the Origin of Species by Means of Natural Selection (sv. översättning: Om arternas uppkomst, 1871).

### Den moderna syntesen
En av svagheterna i Darwins teori var att han inte kunde beskriva någon mekanism genom vilken de ärftliga egenskaperna fördes vidare till nästa generation. Darwins egna teorier utgick från att generna fanns i blodet, men i så fall skulle de blandas ut för varje generation och variationen skulle avta och till slut bli i det närmaste obefintlig. Darwin trodde också, liksom Lamarck att förvärvade egenskaper kunde gå i arv.
Efter att Mendels lagar om ärftlighet återupptäckts år 1900 fick de allt större inflytande på evolutionärt tänkande, tills vad som kallas "Den moderna syntesen" (syftande på syntesen mellan Darwins och Mendels teorier) på 1930-talet blev den gängse versionen av evolutionsteorin. Populationsgenetiken som växte fram vid denna tid kombinerade statistik och genetik för att bland annat förklara hur egenskaper kan förändras även utan urvalstryck.
Den ökade kunskapen om DNA och geners uppbyggnad medförde senare att arters släktskap och utveckling även kunde studeras i ett molekylärt perspektiv.

### Epigenetisk nedärvning
På senare tid har exempel på epigenetisk nedärvning observerats, där miljöfaktorer har föranlett snabbare förändringar av senare generationers fenotyp än vad evolutionen kan förklara. Förändringen är reversibel, det vill säga är bara synlig några generationer efter att exponeringen för miljöfaktorn, och utgör därför inte evolution. Fenomenet påminner om den idag förkastade Lamarckismen. Förändringen antas ha skett utan att DNA-sekvensen har förändrats, utan förklaras av en rad andra mekanismer i cellen.
Exempelvis har man i en studie utförd på människor i Överkalix kunnat påvisa ett samband mellan farföräldrars svält under en specifik period av uppväxten, i samband med missväxtåren 1867–1869, och minskad risk bland sonsöner att dö av hjärt- och kärlsjukdomar.

## Evolutionen och samhället
Flera förklaringsmodeller som inspirerats av evolutionsteorin försöker förklara mänskligt beteende och andra företeelser i samhället.

### Memetik
Richard Dawkins bok The Selfish Gene (1976, utökad upplaga 1989) var inte bara revolutionerande i att den gav genen en central roll för selektion och därmed biologisk evolution. I kapitel 11 "Memes: the new replicators" anger han även att genen inte har monopol på att vara en replikator som ger evolution, utan att i princip varje enhet som karakteriseras av variation, utsätts för selektion och därför nedärvs differentierat i uppsättningen av olika replikatorer ger evolution. Exempelvis sker självisk egenspridning med variation, selektion och nedärvning även inom den mänskliga (och för all del även övriga djurliga) kulturens olika beteendeuttryck. Dawkins gav denna kulturgenetiska enhet namnen "mem". I The extended phenotype", definierar han memen som (1982: s. 290)
A unit of cultural inheritence, hypothesized as analogous to the particulate gene, and as naturally selected by virtue of its 'phenotypic' consequences on its own survival and replication in the cultural environment.
Begreppet mem som icke-biologisk analogi till genen gav upphov till en ny vetenskap, memetiken, som har som syfte att vetenskapligt analysera kulturell evolution hos främst människan på basis av membegreppet. Memetiken anses kontroversiell, främst bland social- och samhällsforskare som inte tillägnat sig en icke-biologisk men darwinistisk evolutionsteori, samt av biologer som anser att memers evolution måste studeras som underordnad genetisk (socio-biologer).

### Sociobiologi
Sociobiologin studerar djurens beteende (inklusive människans), vilka evolutionära fördelar olika beteenden har och vilken selektion som gör att dessa beteenden sprider sig. Sociobiologin som introducerades av E.O. Wilson 1975 hävdar att det finns en genetisk bakgrund till många beteenden. Begreppet släktskapsselektion introducerades på bred front av företrädarna för denna skola.

### Beteendeekologi
Också beteendeekologin studerar beteenden från ett evolutionsperspektiv. Denna skola utgår från att djur och människor anpassar sina beteenden efter förutsättningarna, och studerar hur ekologiska och sociala faktorer påverkar olikheterna i beteende inom och mellan populationer. Beräkningar av det mest optimala beteendet i en viss miljö spelar en viktig roll.

### Evolutionspsykologi
Evolutionspsykologin skiljer sig från sociobiologin genom att den utgår från att det som selekteras inte är beteenden utan psykologiska mekanismer, och att beteendena är resultatet av dessa mekanismer. Skolan använder begreppet environment of evolutionary adaptedness vilket avser den miljö där ett visst beteende utvecklades.

### Socialdarwinism
Socialdarwinism är en filosofisk/ideologisk inriktning inspirerad av Darwins teorier, men utan stöd i dagens biologiska forskning. Socialdarwinismen sägs ha det naturliga urvalet som förebild för samhällets organisation. Herbert Spencer formulerade de grundläggande tankarna.

## Evolution i kulturen

### Evolution i litteraturen
Eftersom evolution är en process som ofta tar lång tid (inom mikroevolution några generationer), medan de flesta typer av litteratur skildrar relativt korta förlopp, har evolutionen inte blivit ett lika vanligt tema i litteraturen som till exempel kärlek, hämnd eller frigörelse från sina föräldrar.
Dock finns det en genre där evolution har blivit ett grundtema, nämligen science fiction-genren, där det grovt sett finns tre typer av berättelser om evolution:
1. huvudpersonen påträffar varelse som har utvecklats i en annan miljö och som därför är mycket olik honom/henne själv
2. huvudpersonen möter en varelse från huvudpersonens egen typ miljö som av någon anledning har muterats (en mutant)
3. huvudpersonen iakttar en varelse med accelererad evolution som praktiskt taget utvecklas framför hans/hennes ögon

### Evolution i poesin
Evolutionen är ett något ovanligare motiv i poesi än i prosa, även om det finns ett par exempel.
"...De kom med strömmar från Siberia.

Från det krympande Ägirhavet västerut.

Och migrerade över Iapetus grunda ocean.

Från Baltica. Till Laurentia och över jorden.

Mångformiga och oräkneliga i vår andra evighet.

Paleozoikums fantomer..."
- utdrag ur Ögonblick Ur Tiden

### Evolution i populärkulturen
Evolutionen är ett inte helt ovanligt tema i populärkultur. Några exempel:
"See in the shapes of my body

Leftover parts from the apes and monkeys"
- Crash Test Dummies, In the Days of the Caveman
"...Efter fallet av Jurassic Park kom i sakta mak, en grupp som stått där bak

och varit svagare. Det var gnagare och andra däggdjur som arvtagare ty ödlor var försvagade.

Det krav som nu ställs var bland annat päls av hår så det skulle gå på räls i det spår

som ännu i år evolutionen går, där människan nu står. Men det kommer en vår

då det tar slut, nya djur tittar ut. Evolutionen har inget mål, ingen mening.

Den är endast en följd av kopiering av en DNA-förening..."
- utdrag ur Evolutionen feat. Herb Boys
"[...] verkar vara ett offer

ett naturligt urval

möt mig på andra sidan annorlunda riktning"
- bob hund, Ett fall och en lösning

## Kritik mot evolutionsteorin

Karikatyr av Darwin som apa från the Hornet magazine 1871

Darwins publicering av Om arternas uppkomst väckte stor uppmärksamhet och skapade en hetsig debatt som pågick under en stor del av 1800-talets andra hälft. En av kritikerna var den tyske zoologen Albert Fleischmann.
Darwins idéer attackerades häftigt från framför allt kyrkligt håll eftersom de stred mot de rådande tolkningarna av bibelns skapelseberättelse. Det som samtiden hade svårast att acceptera var påståendet om människans plats i evolutionen, att vi och aporna har gemensamma förfäder. Från många håll hånades Darwin och liknades vid en gammal gorilla.

### Huxley-Wilberforce
Darwin var som tidigare nämnts tillbakadragen och ovillig att delta i debatter. Därför blev det hans vän, T. H. Huxley ("Darwin's Bulldog" som han beskrev sig själv), som fick dra det största lasset i debatterna. Ett berömt exempel på en sådan debatt är den mellan Huxley och biskopen Samuel Wilberforce i Oxford 30 juni 1860. Wilberforce frågade sarkastiskt om Huxley var släkt med aporna på sin fars eller mors sida, varpå Huxley svarade att han hellre hade en apa som förfader än en man som använde sitt förnuft till att förlöjliga en seriös vetenskaplig diskussion.

### The John Scopes (Monkey) Trial
På 1920-talet var undervisning i evolutionsteorin förbjuden i Tennessee. Läraren John Scopes åtalades år 1925 för att ha brutit mot förbudet. Han dömdes till böter på 100 dollar, men domen upphävdes senare på grund av ett rättegångsfel. Anhängare och motståndare till evolutionsteorin utnyttjade den uppmärksammade rättegången för att föra fram sina argument.

### Lysenko
Trofim Lysenko var den dominerande företrädaren för mitjurinismen i Sovjetunionen år 1920–1949. Denna lära var en variant av Lamarckismen och innebar att förvärvade egenskaper kan ärvas. Idéerna vann popularitet hos de styrande skikten i Sovjetunionen och forskning om Gregor Mendels lagar och evolutionsteori undertrycktes och evolutions-"troende" straffades, med upp till straffläger eller döden. 
Det var först 1956 som Lysenkovismen började minska i inflytande, och de sista resterna försvann inte från östblocket förrän runt 1963. Lysenkovismen dominerade även Kina under 1948–1956. Även där minskade dess inflytande långsamt efter 1956 och den konkurrerade med evolutionsteorin under ett antal år.
Kommunistländernas ideologiska ledning ansåg evolutionsteori som påstådd kapitalism i naturen och var ideologiskt mot det.

### "Vetenskaplig kreationism"
Med början på 1920-talet reagerade vissa kristna i USA mot att evolutionsteorin lärdes ut i de statliga skolorna. Dessa kristna såg och ser evolutionsteorin som en del av sekulariseringen av samhället, och som ett hot mot kristna trossatser och värderingar.
Man försökte förbjuda evolutionsundervisning i skolorna i flera delstater, men förbuden upphävdes av USA:s högsta domstol, på grund av konstitutionens tillägg om religionsfrihet. Detta ledde till utveckling av så kallad "vetenskaplig kreationism" (eng. creation science), som vetenskaplig teori skulle kunna undervisas vid sidan av eller ersätta evolutionsundervisningen i de statliga skolorna. Man krävde att undervisning om denna kreationism skulle få åtminstone lika mycket tid i skolorna som undervisning om evolution. Efter flera års processer avvisades det dock av USA:s högsta domstol. Kreationism ansågs av domstolen vara religion, inte vetenskap.

### Intelligent design
Intelligent design, eller ID som det ibland kallas, är en nyare omformulering av kreationist-idén som uppstod efter att högsta domstolen i USA bestämt att allmänna skolor inte fick undervisa i kreationism som ett vetenskapligt alternativ till evolutionsteorin.
Enligt ID-anhängare kan livets existens inte förklaras enbart genom evolution, utan något ingripande av en intelligent designer måste antas. ID:s förespråkare undviker i regel att uttala sig officiellt om designerns identitet. De menar bland annat att vissa organ är för komplexa för att kunna ha evolverat fram, som till exempel ögat, hjärtat och örat, och säger att en förklaringsmodell för livets ursprung enbart baserat på slump och naturliga orsaker inte har kunnat presenteras. De mekanismer evolutionsforskare allt sedan Darwin har visat på, med enkla gradvisa vägar för utveckling och fungerande mellanformer, anses otillräckliga.
Enligt ett rättsfall i USA vilar ID på religiösa grunder och är således inte ett vetenskapligt alternativ till evolutionsteorin.

### Pjotr Kropotkin
Kropotkin menade att viktigast för överlevnaden är samarbete. Den bäst lämpade är den som samarbetar bäst - alltså fungerar bäst socialt. Kropotkins samarbetsteori är inte kritik av evolutionsteorin som sådan (eftersom den bäst lämpade överlever även enligt Kropotkin) utan snarare är det en nedvärdering av den gängse evolutionsteorin, som alltså skulle vara ofullständig.

## Argument för gemensamt ursprung och makroevolution
Hypotesen om gemensamt ursprung är kontroversiell bland vissa förespråkare för kreationism. Hypotesen att evolutionen enbart baseras på naturligt urval och gradvis utveckling är kontroversiell även för de förespråkare för intelligent design som accepterar gemensamt ursprung. Dessa hypoteser ger emellertid upphov till en rad prediktioner som är testbara och potentiellt falsifierbara genom empiriska försök, men inte har falsifierats. Evolutionsläran har därför status som vetenskaplig teori. Exempel på sådana prediktioner är:
Grundläggande strukturella likheterGemensamt ursprung innebär att alla arter bör ha mycket lika kemiska mekanismer och strukturer för att åstadkomma de grundläggande funktioner som är gemensamma för allt liv, nämligen (1) replikation, (2) ärftlighet, (3) katalys, och (4) energianvändning (metabolism). Detta även om det finns andra tänkbara mekanismer för att åstadkomma samma sak. Exempel på bekräftelse av denna prediktion är att allt liv baseras på DNA för att representera genetiskt arv, och RNA för replikering, och att den genetiska koden består av samma fyra byggstenar, trots att andra byggstenar kan tänkas.
Nästlad hierarkiGradvis utveckling medför att alla arter baserat på likheter bör kunna placeras in i en nästlad hierarki av artgrupper, till skillnad från icke biologiska kategorier, exempelvis stenarter, mänskliga språk eller bilmodeller, som inte tydligt kan placeras in i en sådan taxonomi, utan uppvisar exempel på korsbefruktningar mellan trädets grenar. Mycket få exempel på biologiska arter bör finnas som kombinerar egenskaper som utmärker flera skilda artgrupper.
TillbakabildningarÄrftlighet mellan arter innebär att exempel på tillbakabildade strukturer och rudimentära organ bör kunna observeras bland arter som utgör ättlingar till arter som tidigt karaktäriserades av strukturen ifråga, men bör inte förekomma bland arter som inte är ättlingar till sådana, enligt det fylogenetiska trädet. Exempel på bekräftelse av denna prediktion är extratår hos hästar, och svansar hos vissa nyfödda människor.

## Personer som förknippas med evolutionsteorin
- Charles Darwin hade mycket stor betydelse, lade grunden för evolutionsteorin
- Gregor Mendel (mer känd som genetiker, men hans genetiska experiment började faktiskt som evolutionsbiologiska)
- Ernst Haeckel
- Julian Huxley
- T. H. Huxley
- Alister Hardy
- Stephen Jay Gould
- Ernst Mayr
- Carl Woese
- John Maynard Smith
- Theodosius Dobzhansky
- J.B.S. Haldane
- Sewall Wright
- Ronald Fisher
- Richard Dawkins
- Erasmus Darwin
- Alfred Russel Wallace

## Personer som förknippas med kontroversiella eller förkastade idéer om evolution
- Georges Louis Leclerc de Buffon
- William Dembski
- Joseph Arthur Gobineau
- Jean-Baptiste de Lamarck (gav upphov till lamarckismen)
- Trofim Lysenko
- Søren Løvtrup
- Ivan Vladimirovitj Mitjurin
- Henry M. Morris
- Nils Heribert Nilsson
- Herbert Spencer
- Rudolf Steiner
- Pierre Teilhard de Chardin
- John C. Whitcomb